# Maslloréns
Maslloréns (oficialmente en catalán Masllorenç) es un municipio español en la comarca catalana del Bajo Panadés, Tarragona. Su población según datos de 2018 era de 498 habitantes. Se encuentra en el límite con la comarca del Alto Campo a la que perteneció antiguamente.

## Historia
Aunque no existen documentos que lo confirmen, se cree que la población nació al amparo del castillo de Puigtinyós. Su origen está en un pequeño núcleo de casas construidas para dar albergue a los pastores. Aparece por primera vez documentado en 1365 bajo el nombre de Mas de Lorent, siendo señor del lugar Berenguer de Montoliu.
En el siglo XVIII su señor era Joan de Pinós. Fue entonces cuando empezó el crecimiento de la población que siguió en alza hasta finales del siglo XIX cuando una plaga de filoxera que asoló los campos obligó a numerosos campesinos a trasladarse.
El término actual incluye el agregado de Masarbonés del que también se desconoce el origen. En 1365 pertenecía al castillo de Puigtiñós y en 1719 ya formaba parte de Maslloréns. Tiene una pequeña iglesia neoclásica dedicada a San Bartolomé.

## Demografía
Cuenta con una población de 573 habitantes (INE 2024).
| Gráfica de evolución demográfica de Maslloréns entre 1842 y 2021 |
| |
| Población de derecho según los censos de población del INE Población de hecho según los censos de población del INEEn estos censos se denominaba Maslloréns: 1842, 1857, 1860, 1877, 1887, 1897, 1900, 1910, 1920, 1930, 1940, 1950, 1960, 1970 y 1981 |

## Economía
La principal fuente de ingresos fue durante mucho tiempo la agricultura de secano, destacando el cultivo de la viña. La crisis del sector y el abandono de las generaciones más jóvenes de las tareas del campo ha relegado esta actividad a un papel económico menor.
En Maslloréns hay diversas industrias entre las que destacan las dedicadas a la fabricación y venta de muebles.

## Cultura
La actual iglesia parroquial está dedicada a San Ramón. Fue construida en 1774 sobre una antigua capilla construida en 1582 y dedicada a la Virgen del Rosario. Es de estilo neoclásico con planta de cruz latina. La bóveda es de cañón y tiene capillas laterales. El templo fue restaurado por completo en el siglo XIX, momento en el que se añadió la torre del campanario. Construida en 1855, es una torre de base cuadrada y está coronada por la figura de un ángel que hace las funciones de veleta.
Maslloréns celebra su fiesta mayor el primer fin de semana del mes de agosto. Además de contar con una fiesta mayor en invierno, dedicada a San Ramón de Peñafort.